# Chlumetia atribasalis
Chlumetia atribasalis là một loài bướm đêm trong họ Noctuidae.